# Wolfsbarge

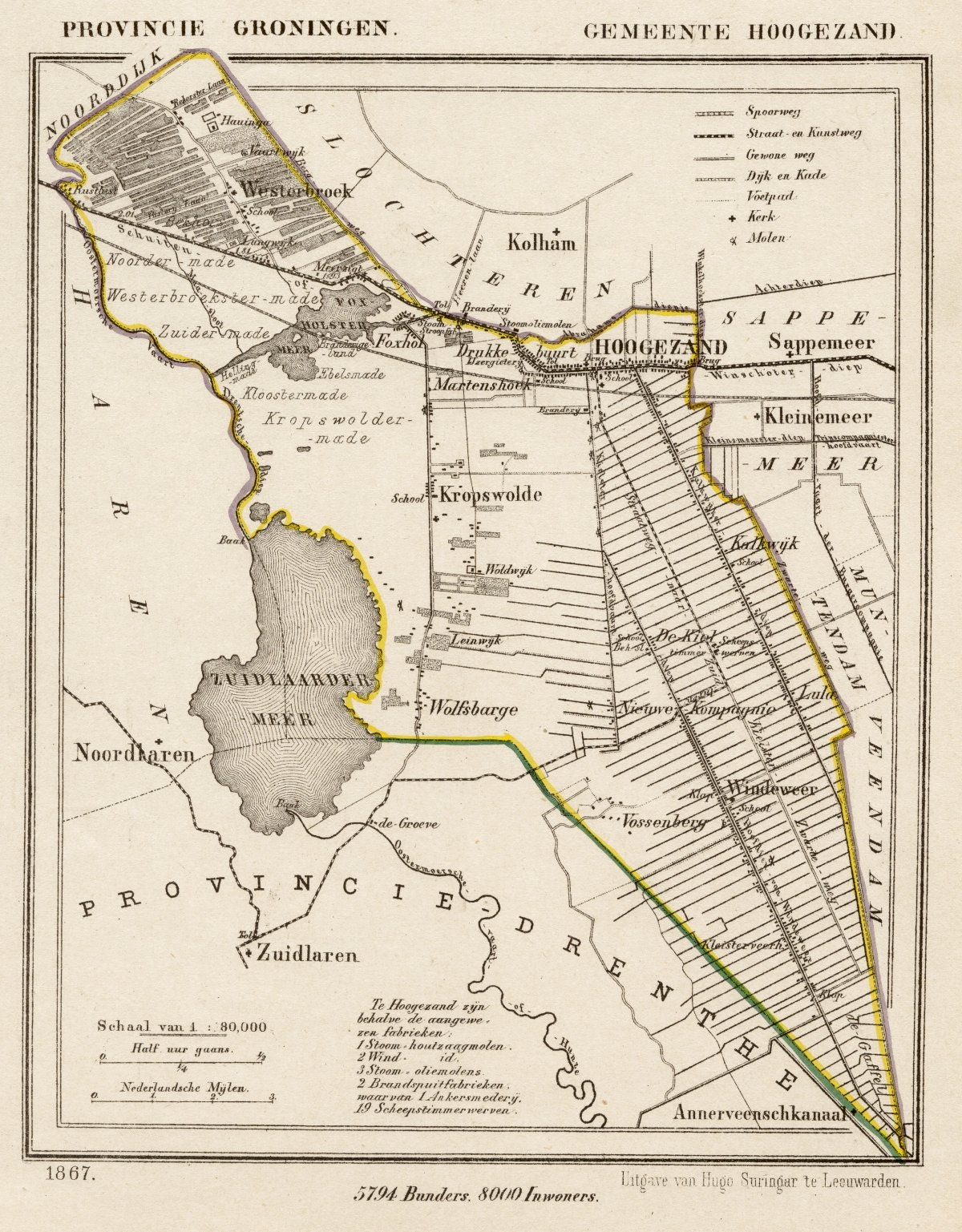
Wolfsbarge op een kaart van de voormalige gemeente Hoogezand uit 1867.

Wolfsbarge (Gronings: Baarge), vroeger ook Wolfsbergen of Bergen genoemd, is een buurtschap en een voormalig kerspel in de gemeente Midden-Groningen in de provincie Groningen in Nederland. Wolfsbarge is gelegen aan de weg N386, ten zuiden van Kropswolde en ten oosten van het Zuidlaardermeer. De Semslinie is de zuidgrens van het gebied. Er staan enkele tientallen woningen.
Wolfsbarge heeft een eigen begraafplaats van veertien are, die nog dateert uit de middeleeuwen. Hier zijn tevens een aantal oorlogsgraven van het Brits Gemenebest te vinden.

## Geschiedenis
In 1250 verwierf het klooster van Aduard grond nabij Wolfsbarge voor de aanleg van een kloosterkolonie (Colonium Masterii). In 1262 kocht de abdij percelen veen en weiland, gelegen aan de rivier de Hunze, van Zuidlaren.
Vanaf de Middeleeuwen werd hier het veen afgegraven. Tot in de 20e eeuw was er voldoende restveen om tot turf te verwerken. Na de vervening werd de dalgrond vooral voor akkerbouw gebruikt.
Voor de turfstekers in het veen liet het klooster een kapel bouwen. In 1268 kwam de bisschop van Utrecht de kapel inwijden en noemde de kolonie Hortus Sancti Bernardi, de tuin van Sint Bernardus. In het jaar 1282 werd de kapel losgemaakt van de parochie Noordlaren, waarvoor de abdij van Aduard 2000 stenen als vergoeding aan de kerk van Noordlaren betaalde. Wolfsbarge werd daarmee een van de zeven kerspelen van het Gorecht.
De kapel was gewijd aan de Heilige Maagd Maria en werd daarom ook wel de Beatae Mariae Virginis-kapel genoemd. De parochie zou aanvankelijk in 1516 worden ingelijfd bij Kropswolde, maar de persona van de Martinikerk Willem Frederik wist dit te verhinderen. In de loop van de 16e eeuw is de parochie alsnog verloren gegaan. Nog in 1646 waren er restanten van de kapel voorhanden; ze werden ieder jaar op Sint Jansdag door gelovigen bezocht. Het kerkhof is blijven bestaan. Door de Rijksuniversiteit Groningen is in 1937 onderzoek gedaan naar de plaats waar de kapel zou hebben gestaan.
Het klooster van Aduard bezat te Wolfsbarge ook een kloosterboerderij, een zogenaamd voorwerk, dat werd gepacht door een meier. De huur die een meier aan het klooster diende te betalen werd uitgedrukt in schuiten turf. Turf werd naar de stad Groningen vervoerd over de Hunze.
De vaart op de Hunze werd beheerst door het Schuitenschuiversgilde. Buiten het Schuitenschuiversgilde om mochten alleen inwoners van Kropswolde, Wolfsbarge en Westerbroek turf vervoeren, mits hun schepen minder capaciteit hadden dan die van het gilde. Gildebroeders van het Schuitenschuiversgilde verwijderden ondiepten in de Hunze. Vanaf 1667 namen de aangrenzende marken het onderhoud van de Hunze over. Dat gebeurde echter zo slecht dat de rivier als scheepvaartroute verviel, en tot aan het begin van de 19e eeuw de Hunze bijna onbevaarbaar was.
Nog vóór 1250 is de Burcht van Wolfsbarge aangelegd aan de oostzijde van het Zuidlaardermeer. Het is niet bekend wie de bouwheer was en met welk doel de burcht was gebouwd.